# Sultan (hønserace)
 For alternative betydninger, se Sultan (flertydig). (Se også artikler, som begynder med Sultan)
Sultan er en hønserace, der stammer fra Lilleasien.
Hanen vejer 1,5-1,75 kg og hønen vejer 1-1,5 kg. De lægger hvide æg à 45-50 gram. Racen findes også i dværgform. Racen har som en af de få 5 tæer.

## Farvevariationer
- Hvid
- Sort
- Blå